# Автошлях Т 1723
Автошля́х Т 1723 — автомобільний шлях територіального значення у Полтавській області. Пролягає територією Миргородського та Лубенського районів через Лохвицю — Вирішальне — Лубни (завдовжки 59,8 км).

## Маршрут
Автошлях пролягає через населені пункти:
| Автошлях Т 1723     |        |
| Полтавська область  |        |
| Миргородський район |        |
| Лохвиця             | Р60    |
| Сенча               |        |
| Рудка               |        |
| Вирішальне          | Т 1724 |
| Лубенський район    |        |
| Ремівка             |        |
| Броварки            |        |
| Литвяки             |        |
| Вовчик              |        |
| Березоточа          |        |
| Піски               |        |
| Лубни               | Р42    |